# حم حقلي
الحَمّ الحقلي او كرنب الجمل (باللاتينية: Moricandia arvensis) نوع نباتي يتبع جنس الحَمّ من الفصيلة الكرنبية.

## الموئل والانتشار
موطن هذا النوع المغرب العربي واليونان وكرواتيا وإيطاليا وإسبانيا والبرتغال.